# Джеси Джеймс Декър
 Тази статия е за певицата.  За престъпника от Дивия запад вижте Джеси Джеймс.  
Джесика Роуз „Джеси“ Джеймс Декер (на английски: Jessica Rose „Jessie“ James Decker) е американска кънтри и поп певица и авторка на песни.
Родена е в семейство на американски военнослужещ във Виченца, Италия на 12 април 1988 г..

## Кариера
След като участва в прослушвания и е отхвърлена от повечето звукозаписни компании в Нашвил, Тенеси на 15-годишна възраст, Джеймс започва да работи върху развитието на своя талант с Карла Уолъс в компанията Yellow Dog Records. Нейна песен привлича вниманието на звукозаписната компания Mercury Records, които и предлагат договор за запис. През 2009 г. тя издава дебютния си албум на име „Джеси Джеймс“.

## Личен живот
Джеймс е омъжена за Ерик Декер, който е американски футболист на Денвър Бронкос на Националната футболна лига, считано от 1 април 2012 г. През септември 2013 г. обявяват, че очакват първото си дете.